# Samuel Ziervogel den äldre
Samuel Ziervogel den äldre, född 16 september 1616 i Mansfeld i nuvarande Sachsen-Anhalt, död 29 januari 1672 i Stockholm, var en tysk apotekare, verksam i Stockholm och anfader till en stor apotekarsläkt.

## Biografi

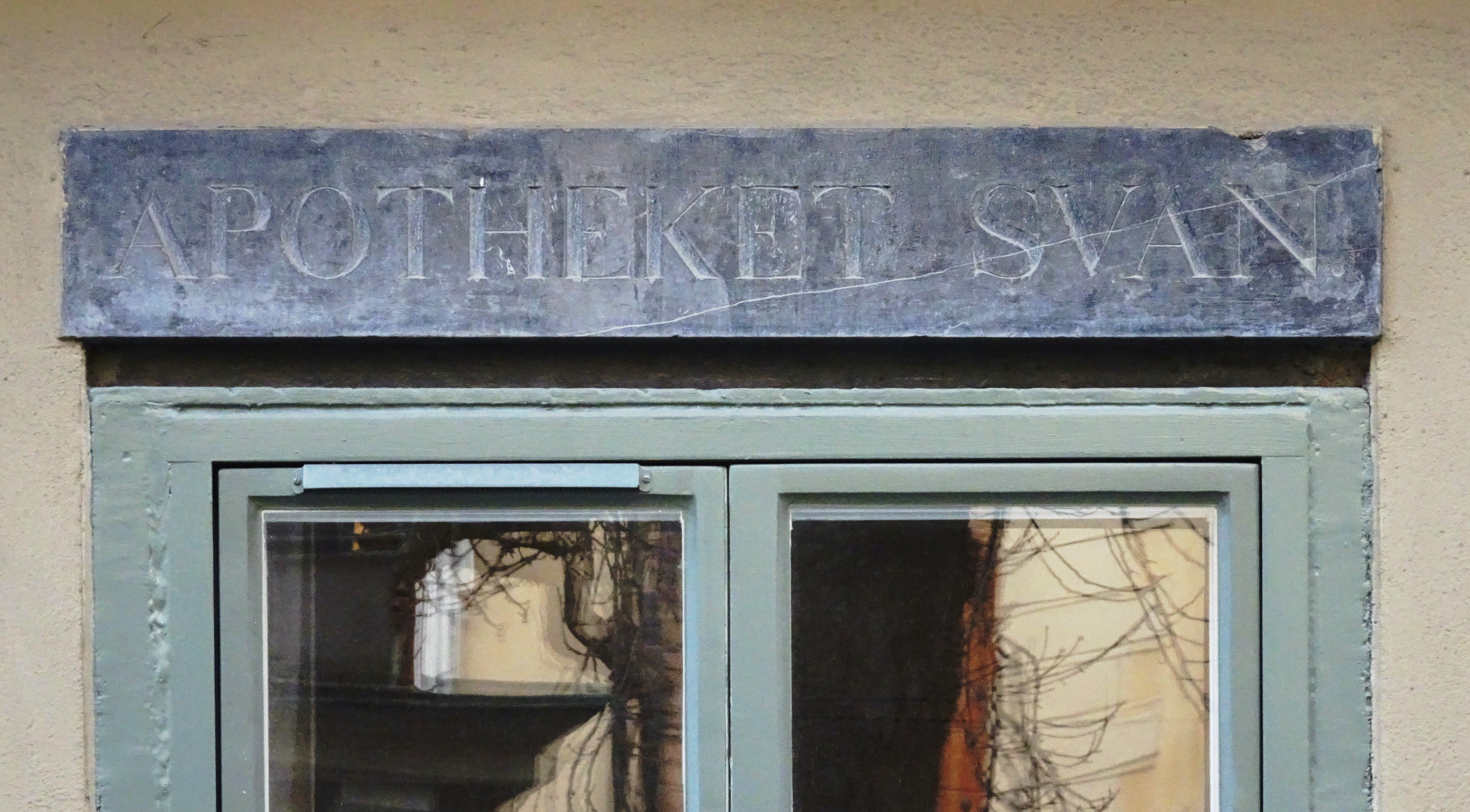
Apoteket Svanens skylt vid Svartmangatan 18 finns fortfarande kvar.

Samuel Ziervogel föddes 1619 i Mansfeld. Han var son till schiefer-steiger Martin Ziervogel och Margareta Kraft.  Ziervogel ägnade sig först åt studier, men valde 1632 apotekarbanan och fick sin första yrkesutbildning i Eisleben. Därefter tjänstgjorde han på apotek i Halle, Leipzig och Dresden. När han var verksam i Dresden fick han 1647 en kallelse av änkedrottningen Maria Eleonora att bli hennes hovapotekare. Året därpå följde han änkedrottningen på återresan till Stockholm, fick en våning på kungliga slottet och  skulle sedermera följa henne på alla resor.
Den 20 juli 1649 fick han privilegiebrevet att få öppna ett femte apotek i Stockholm, han avböjde dock erbjudandet. År 1656 blev han genom giftermål ägare till Apoteket Svanen vid Svartmangatan 18. År 1668 valdes han till kyrkoföreståndare av Tyska församlingen.

## Familj
Ziervogel gifte sig första gången 19 december 1650 med Abigail Kreimar (död 1652). Han gifte sig andra gången 13 januari 1656 med Birgitta Rothlöben (1626–1665). Hon var dotter till kyrkoherden Johannes Rothlöben och Benedikta Joakimsdotter Danckwardt. Birgitta Rothlöben var änka efter apotekaren Casper Scheps. Ziervogel och Rothlöben fick tillsammans sonen livmedikus Johan Martin Rothlöben (1657–1701) som adlade Rothlöben.
Ziervogel gifte sig tredje gången 22 januari 1667 med Justina Sofia Jung (1646–1710). Hon var dotter till direktören Melker Jung och Sofia Lorentzdotter Stormhatt i Stockholm. Efter Ziervogels död gifte Jung om sig med hovapotekaren Julius Fredrik Friedenreich i Stockholm.
Ziervogels barn och barnbarn blev också apotekare respektive läkare i kunglig tjänst.
- Casper Ziervogel (1663–1701), drev efter 1693 Apoteket Kronan.
- Joachim Ziervogel (1665–1710), blev hovkirurg och regementsfältskär vid Södermanlands infanteriregemente.
- Samuel Ziervogel d.y. (1669–1721), blev 1691 ägare av Apoteket Morianen och dog i rysk fångenskap.
- Aegidius Ziervogel (1697–1741), blev hovapotekare och övertog 1724 Apoteket Svanen.
- Fredrik Ziervogel (1727–1792), övertog 1751 Apoteket Svanen och blev 1773 genom giftermål även ägare till Apoteket Markattan.